# Grundforsdammen
Grundforsdammen är en sjö i Storumans kommun i Lappland och ingår i Umeälvens huvudavrinningsområde. Sjön har en area på 3,37 kvadratkilometer och ligger 299,1 meter över havet. Sjön avvattnas av vattendraget Umeälven.

## Delavrinningsområde
Grundforsdammen ingår i det delavrinningsområde (720912-157934) som SMHI kallar för Rinner till Grundforsdammen. Medelhöjden är 410 meter över havet och ytan är 19,93 kvadratkilometer. Avrinningsområdets utflöde Umeälven mynnar i havet. Avrinningsområdet består mestadels av skog (92 procent). Avrinningsområdet har 0,17 kvadratkilometer vattenytor vilket ger det en sjöprocent på 0,9 procent.